# KBS N
KBS N (korejsky 케이비에스엔) je jihokorejská mediální společnost, vlastněná společností Korean Broadcasting System. Byla založena v roce 2001 a provozuje 6 kanálů, které se vysílají na kabelové televizi, nebo na službách SkyLife, Olleh TV a LG U+.

## Historie
Společnost byla založena  v březnu roku 2001 jako SKY KBS. V té době již KBS provozovala své dva kanály KBS 1 a KBS 2. V červnu roku 2003 byl název změněn na KBS SKY. Současně byl změněn název kanálu KBS N Life na KBS Prime (dnešní KBS Life). V listopadu 2006 byl název KBS SKY změněn na KBS N.

## Kanály
| logo | název        | zaměření                                 |
| ---- | ------------ | ---------------------------------------- |
|      | KBS Drama    | dramata                                  |
|      | KBS Joy      | zábavné pořady                           |
|      | KBS N Sports | sport                                    |
|      | KBS Story    | dramata, zábavné pořady, kulturní pořady |
|      | KBS Kids     | pořady pro děti                          |
|      | KBS Life     | dokumenty                                |